# Gare de Longueil-Sainte-Marie
Gare de Longueil-Sainte-Marie vasútállomás Franciaországban, Longueil-Sainte-Marie településen.

## Vasútvonalak
Az állomást az alábbi vasútvonalak érintik:
- Creil–Jeumont-vasútvonal

## Kapcsolódó állomások
A vasútállomáshoz az alábbi állomások vannak a legközelebb:
- Gare de Chevrières
- Gare du Meux - La Croix-Saint-Ouen